# Chelyoidea lineata
Chelyoidea lineata är en insektsart som beskrevs av Heinrich Julius Tode 1966. Chelyoidea lineata ingår i släktet Chelyoidea och familjen hornstritar. Inga underarter finns listade i Catalogue of Life.